# 六放サンゴ亜綱
六放サンゴ亜綱（六放珊瑚亜綱、Hexacorallia、ヘキサコラリア亜綱）は、刺胞動物門花虫綱に属する一分類群である。ポリプの胃腔（腔腸）の隔壁数や触手数が、6またはその倍数となる。